# Quốc kỳ Mauritanie
Mauritanie (tiếng Ả Rập: علم موريتانيا; tiếng Pháp: Drapeau de la Mauritanie; tiếng Anh: tiếng Anh: Mauritania) là một quốc gia ở Tây Phi, độc lập từ Pháp năm 1960. Quốc kỳ của Mauritanie được chính thức thông qua ngày 1 tháng 4 năm 1959, nó được đưa ra sử dụng dưới quyết định của Moktar Ould Daddah và Hiến pháp của Mauritanie đã công nhận đây là quốc kỳ của nhà nước này ngày 22 tháng 3 năm 1959.
Vào ngày 5 tháng 8 năm 2017, Tổng thống Mohamed Ould Abdel Aziz đã tổ chức một cuộc trưng cầu dân ý để thay đổi quốc kỳ, bãi bỏ thượng viện và các sửa đổi hiến pháp khác. Cuộc trưng cầu dân ý đã diễn ra thành công và lá cờ đã được thay đổi, bao gồm hai sọc đỏ, đại diện cho "Những nỗ lực và hy sinh mà người dân Mauritania sẽ đồng lòng, bằng giá máu của họ, để bảo vệ lãnh thổ của họ", đã được thông qua kịp thời. gây quỹ đầu tiên vào ngày 28 tháng 11 năm 2017, kỷ niệm 57 năm ngày độc lập của Mauritanie.

## Thiết kế

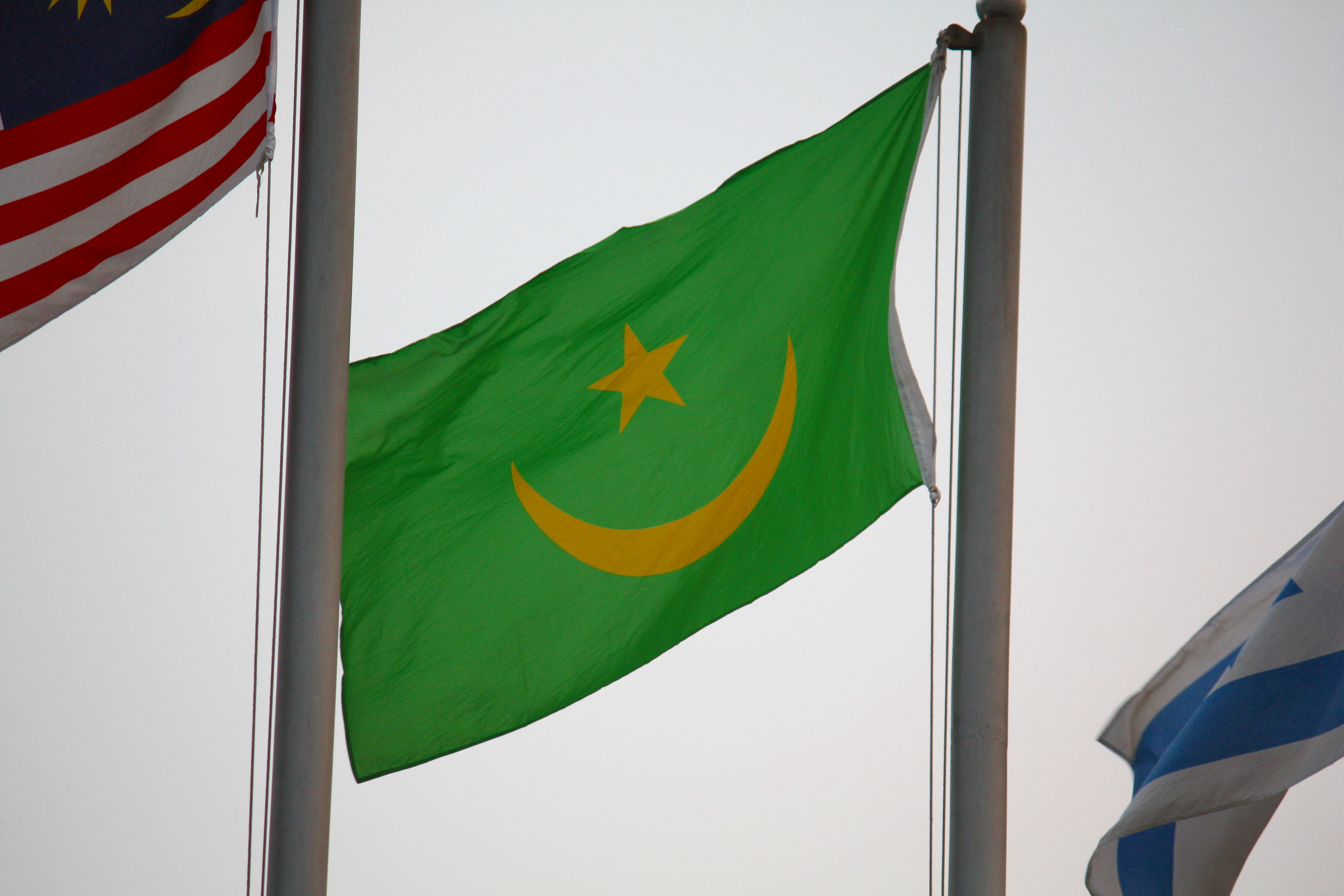
Cờ vẫy của Mauritania (1959–2017)

Màu xanh lá cây, vàng và đỏ được coi là Màu liên Phi. Màu xanh lục cũng được sử dụng  để tượng trưng cho Hồi giáo, và vàng là để chỉ cát của sa mạc Sahara.  Các sọc đỏ, được thêm vào lá cờ vào năm 2017, đại diện cho "những nỗ lực và hy sinh mà người dân Mauritania sẽ đồng lòng, bằng giá máu của họ, để bảo vệ lãnh thổ của họ". Hình lưỡi liềm và ngôi sao là biểu tượng của Hồi giáo, là quốc giáo của Mauritania.  Không có thông số kỹ thuật chính thức hoặc bảng xây dựng cho các phép đo tương đối chính xác của ngôi sao và hình lưỡi liềm, ngoại trừ số đo của lá cờ là 2: 3.

## Mô tả và ý nghĩa
Quốc kỳ là một hình chữ nhật, giữa nền cờ có một vành trăng non lưỡi liềm màu vàng và một ngôi sao vàng năm cánh. Đạo Hồi là quốc giáo của Mauritanie, màu lục là màu mà người dân các nước Hồi giáo yêu thích, là màu tốt lành. Các sọc đỏ, được thêm vào lá cờ vào năm 2017, đại diện cho "Những nỗ lực và hy sinh mà người dân Mauritania sẽ đồng lòng, bằng giá máu của họ, để bảo vệ lãnh thổ của họ". Trăng lưỡi liềm có ngôi sao là biểu tượng của các quốc gia Hồi giáo, tượng trưng cho sự phồn vinh và hi vọng. Không có thông số kỹ thuật chính thức hoặc bảng xây dựng cho các phép đo tương đối chính xác của ngôi sao và hình lưỡi liềm, ngoại trừ số đo của lá cờ là 2:3.

## Liên kết
- Mauritania tại trang Flags of the World